# Earlville (Illinois)
Earlville és una població dels Estats Units a l'estat d'Illinois. Segons el cens del 2008 tenia 1.822 habitants.

## Demografia
Segons el cens del 2000, Earlville tenia 1.778 habitants, 678 habitatges, i 484 famílies. La densitat de població era de 591,8 habitants/km².
Dels 678 habitatges en un 37,2% hi vivien nens de menys de 18 anys, en un 59,3% hi vivien parelles casades, en un 9% dones solteres, i en un 28,5% no eren unitats familiars. En el 25,1% dels habitatges hi vivien persones soles el 14,5% de les quals corresponia a persones de 65 anys o més que vivien soles. El nombre mitjà de persones vivint en cada habitatge era de 2,62 i el nombre mitjà de persones que vivien en cada família era de 3,16.
Per edats la població es repartia de la següent manera: un 30,3% tenia menys de 18 anys, un 6,4% entre 18 i 24, un 30,2% entre 25 i 44, un 19% de 45 a 60 i un 14,1% 65 anys o més.
L'edat mediana era de 35 anys. Per cada 100 dones de 18 o més anys hi havia 90,9 homes.
La renda mediana per habitatge era de 39.286 $ i la renda mediana per família de 47.535 $. Els homes tenien una renda mediana de 35.938 $ mentre que les dones 23.295 $. La renda per capita de la població era de 16.722 $. Aproximadament el 4,7% de les famílies i el 7,5% de la població estaven per davall del llindar de pobresa.

## Poblacions més properes
El següent diagrama mostra les poblacions més properes.